# En la tormenta
En la tormenta es una película mexicana del año 1980 dirigida por Fernando Vallejo. La película trata sobre la época de La Violencia en Colombia. Vallejo quiso hacer la película en Colombia, sin embargo se encontró con numerosos obstáculos para filmarla en el país por lo que decidió hacerla en México con actores mexicanos y recreando los paisajes colombianos en aquel país. 

## Censura
La proyección en Colombia también le fue prohibida porque se consideró que "era un momento muy delicado para pasar una película así". Ante los obstáculos y el veto de que fue objeto como cineasta con Crónica Roja, su película anterior, y con En la tormenta, Vallejo decidió renunciar a hacer cine. Al respecto Vallejo comenta: "Como yo sólo quería hacer cine colombiano y no mexicano, ni italiano, ni japonés, ni marciano, desistí del intento".

## Ambientación
Para la ambiéntación de la película, se hicieron construir caseríos, "caseticas" colombianas, camiones de escalera, fondas, sembrar cafetales e incluso, para recrear los torrentosos ríos colombianos, mover un río, el  Papaloapan, que no avanzaba. Arrastrados por un cable tirado de una lancha, haciendo surcos en el agua como si se moviera el río, se ambientaron los cadáveres de conservadores y liberales decapitados bajando por el río Cauca y con los gallinazos encima sacándoles los intestinos.

## Reparto
- Carlos Riquelme como don Bernardo Echeverri
- Carmen Montejo como doña Toña
- Roberto Cañedo como Pasajero
- Dacia González como Pasajera conservadora
- Gina Morett como Anita Palacio
- Carlos Cardán como Jacinto Cruz Usma, Sangrenegra
- Fernando Balzaretti como Pasajero conservador
- Arturo Benavides como Secuaz de Sangrenegra
- José Nájera como don Martín Vázquez
- Jorge Patiño
- Gerardo Vigil como Pedro Rubiano el Pajarito
- Jorge Reynoso como Secuaz de Sangrenegra
- Jorge Fegán
- José Chávez
- Francisco Ledesma como el Sacerdote
- Alejandro Camacho como Secuaz de Sangrenegra

## Premios
La película fue galardonada en 1981 por Mejor ambientación con el Premio Ariel de la Academia Mexicana de Artes y Ciencias Cinematográficas en su XXIIIª edición.
También fue premiada por mejor actor (Carlos Riquelme), quien ya había recibido en la XIII edición de 1958 el premio a la Mejor coactuación masculina por La dulce enemiga y en la X edición de 1955 el premio a Mejor actor de cuadro por El joven Juárez.